# Histoire du peuplement pyrénéen
 (octobre 2020).
Si vous disposez d'ouvrages ou d'articles de référence ou si vous connaissez des sites web de qualité traitant du thème abordé ici, merci de compléter l'article en donnant les références utiles à sa vérifiabilité et en les liant à la section « Notes et références ».
L'histoire du peuplement pyrénéen traite du peuplement des Pyrénées et de ses piémonts depuis le Néolithique jusqu'à nos jours. La question de l'origine du peuplement basque continue de diviser les spécialistes, au-delà des spécificités qui nous sont parvenues grâce aux écrits de la période historique.

## Néolithique
Le Néolithique, où les hommes passent d'une économie de prédation (chasse-cueillette) à une économie de production (agriculture-élevage), advient par l'arrivée de populations déjà néolithisées en provenance d'Anatolie qui s'étendent le long des côtes méditerranéennes. C'est l'époque de la culture de la céramique cardiale. La pénétration des nouvelles techniques agricoles se fait depuis la côte en remontant les fleuves (Èbre, Aude). La côte atlantique est touchée par la néolithisation un peu plus tard, puis participe à l'essor du mégalithisme (attestation de nombreux harrespils et menhirs dans les Pyrénées-Atlantiques).
Les squelettes humains fossiles mis au jour deviennent plus nombreux au Néolithique (à partir de 5500 av. J.-C.), dans le piémont pyrénéen et sur les plateaux de l'Alava, de la Rioja et de la Navarre, où les dolmens sont nombreux. Leur situation montre qu'il ne s'agit pas d'une culture pyrénéenne mais plutôt biscayenne. Les squelettes fossiles sont dolichocéphales, à face longue, avec un front courbé, un nez et une mandibule étroits, se différenciant des squelettes des dolmens lozériens et aveyronnais, comme de ceux des caissons catalans et du Levant espagnol. Leur stature est faible (1,63 m) et l'on remarque qu'elle croit régulièrement de l'ouest à l'est des Pyrénées.

## Âge du bronze
Avec l'Âge du bronze commence l'exploitation minière du massif, riche aussi en or et en argent. Cette période voit le développement des Gaztelu zahar.

## Âge du fer
À l'Âge du fer on constate une multiplication de crânes brachycéphales (Gourette, grottes de Sare, Pyrénées-Atlantiques ; grotte de Frèche, Landes ; cueva del Aer, près de Santander, Espagne), à face basse, voute haute, dont le profil rappelle celui des Gaulois du Bassin Parisien.
En Aquitaine, il se produit un changement issu de la vague celtique, qui recouvre la petite Aquitaine au début du premier Âge du fer. Ceux qui introduisent le fer aussi bien en France qu'en Espagne appartiendraient au fond celtique.
Le premier Âge du fer, longuement étudié au nord des Pyrénées, a montré l'originalité des anciens Aquitains dans leurs techniques. Dans la péninsule Ibérique, la Jacétanie espagnole, comté des anciens Iacitani, est clairement aquitaine.
L'étude de cette période montre que les peuples des VIIe et VIe siècles av. J.-C. qui ont introduit dans la région la métallurgie du fer représentent une vague celtique venue d'Europe centrale.
Le second Âge du Fer, à partir d'environ 450 av. J.-C., n'est marqué par aucune rupture culturelle, mais par une continuité qui se constate au nord de la Garonne sur certains sites archéologiques. Seules apparaissent quelques innovations dans les objets céramiques et métalliques.

## Période romaine
La nécropole gallo-romaine de Lectoure, dans le Gers, fouillée par Mme Larrieu-Duler, montre une population nettement urbaine et des plus mélangées. La stature moyenne à Lectoure reste de 1,63 m. La romanisation a entrainé un certain brassage des populations, au moins dans les villes et sur la partie orientale des Pyrénées.

## Langue de l'ancienne Aquitaine-Jacétanie
Dans l'antiquité, la région du Caucase actuellement appelée Géorgie se nommait Iberia, comme la péninsule ibérique, tandis que l'actuelle Irlande était appelée Hibernia, termes issus de la racine indo-européenne *PiHwerjoHn (« pays fertile »). Ultérieurement, l'adjectif ibérique qualifia la péninsule Ibérique et tout ce qui s'y trouve, en provient ou en subit l'influence, comme la littérature religieuse chrétienne de l'ancienne Aquitaine-Jacétanie.
Les affinités du basque avec les langues caucasiennes sont discutées, mais en tout état de cause, elles n'impliquent pas qu'une langue est dérivée de l'autre, mais peut-être qu'elles proviennent d'une souche commune antérieure à l'expansion des langues indo-européennes. Parmi celles-ci, le latin aurait tiré le mot corpus du basque gorputz, signifiant chair-souffle. Le champ des comparaisons toponymiques s'étend de l'Aquitaine et de la Péninsule Ibérique au Caucase en passant par la Sicile, l'Italie, la Thrace méridionale et la Troade (la région aujourd'hui turque de la cité de Troie).
Une même langue aurait été parlée avant la conquête romaine de la Garonne à l'Èbre, et peut-être encore plus au sud jusqu'à Soria, et de la Méditerranée à l'Atlantique. Cette langue s'est confrontée au latin et fut repoussée progressivement vers les vallées pyrénéennes et le Pays basque actuel, où elle a survécu en se transformant. Les stèles à inscriptions latines, présentes sur la frange orientale de l'Aquitaine (Haute-Garonne) et quasi absentes en Pays basque, vont dans ce sens.
L'ancienneté du basque, ultime reliquat de l'aquitain, est révélée par certains mots employés. Les Aquitains, de la Garonne à l'Èbre ibérique, parlaient une langue qui n'était pas celtique. Au IVe siècle, le celtique gaulois est la langue rustique pour les Aquitains. Plus tard, au début du XIIe siècle, le basque est la langue rustique par rapport au castillan, dans un manuscrit conservé dans le cartulaire de l'abbaye de Saint-Sauveur de Leyre.

## Coutumes
Il est remarquable de constater que, dans cette zone de droit écrit d'influence romaine, le Sud-Ouest (Bordelais, Bazadais, Agenais, Landais, Pays basque, Béarn, Bigorre, Comminges), soit l'Ancienne Aquitaine côté français, est une région où les coutumes tiennent une place très importante. Ces coutumes sont inscrites dans les chartes pour les droits des villes, mais dès le XIIIe siècle ces chartes contiennent des dispositions de droit privé comme ce curieux principe de vengeance à Saint-Girons-en-Béarn : « Celui qui tire vengeance d'un parent ou d'un ami ne peut être inquiété. »
Au nord se trouve la région où la coutume veut que « le premier né doit succéder en tout, sans que ses frères et sœurs aient rien à prétendre » ; pourtant des transgressions doivent surgir puisqu'on est parfois obligé de faire signer à ses héritiers un actes officiel décidant que les filles ne sont pas aptes à succéder.
Au sud apparait le droit d'ainesse absolue. La succession est dévolue à l'ainé(e), qu'il s'agisse d'un fils ou d'une fille. Cette coutume existe du Pays basque à l'Andorre, où elle a perduré. Ces particularités remontent très loin dans le temps. Strabon nous apprend que chez les Cantabres « ce sont les filles qui héritent et qui choisissent l'épouse à laquelle destiner leurs frères » et ajoute que « ces coutumes relèvent d'un régime gynocratique, qu'on ne saurait en aucune manière qualifier de policé ».
Il y a avait aussi un droit de retrait lignager pour renoncer à son héritage, courant de neuf jours à Bayonne jusqu'à quarante ans dans le Béarn. Des Pyrénées occidentales jusqu'au Couserans, la maison familiale, centre de l'héritage, porte un nom, inscrit sur le linteau de la porte d'entrée, qui est souvent devenu le nom de famille au Moyen Âge, car il était considéré comme plus important que celui de la famille qu'on perdait en se mariant.
Les montagnards ont été avant tout des pasteurs et la transhumance a toujours joué un rôle important dans l'élevage depuis les temps les plus reculés. Les troupeaux se dirigeaient vers les plaines aquitaines : pays de Buch (vers le bassin d'Arcachon), vallée de la Garonne, de la Dordogne et même vers l'Espagne car la frontière n'existait pas. On peut y voir au cours du premier Âge du Fer, l'origine de la propagation des tumulus vers les zones où les tombes plates prolifèrent : Pays de Buch et Bazadais.
La transhumance se pratique encore suivant des itinéraires identiques et les troupeaux de la vallée de Barétous, en France, se déplacent vers la vallée de Roncal, en Espagne, suivant une coutume ancestrale. D'après une ancienne « lie ou facerie », les bergers français ont la charge de payer tribut, chaque année le 12 juillet, à la Pierre-Saint-Martin, sous la forme de trois vaches. Ces faceries sont connues par les textes depuis le Moyen Âge. Le problème de l'absence de frontière pour les Basques des deux côtés des Pyrénées se reflète dans la contrebande, qui est une tradition solidement enracinée dans la région.

## Religion
Aucun renseignement n'est connu sur la religion primitive de l'Aquitaine telle qu'elle apparait sur les inscriptions des ex-voto gallo-romains. Nous y voyons un panthéon très fourni dont chaque vallée possède une partie. Les mythes et légendes abondent.
Il semble que le christianisme ait pénétré tardivement, sans toutefois chasser les dieux locaux qui continuent à être honorés sous une autre forme. Ainsi le sanctuaire d'Herauscorrisehe, à Tardets, se perpétue-t-il dans la chapelle de la Madeleine de Tardets, bâtie sur son emplacement.
Les très anciennes traditions des fêtes des solstices sont christianisées avec l'apport de nouveaux symboles. Les mascarades souletines et haut-navarraises avec leurs nombreux personnages hauts en couleur entremêlent les cultes les plus divers : soleil, eau, végétaux et prennent parfois des proportions gigantesques inégalées ailleurs.
Le Pays basque reste aussi le pays de la sorcellerie et la croyance dans le pouvoir des sorcières y est encore fort répandue. Les légendes révèlent des personnages bizarres tel l'Aker beltz (le bouc noir) autour duquel se réunissaient les sorcières le jour du Sabbat, en lieu rituel nommé Akelarre, ou bouc blanc. Une stèle au dieu Akerbeltz provient des environs de Saint-Gaudens et rappelle sans doute la science des Vascons (nom qui donna Basques autant que Gascons) dans le domaine des augures.
Musicalement le rythme pentatonique utilisé par les Basques autorise un rapprochement avec le rythme aksak (boiteux, en turc) de la musique kurde du sud-est de la Turquie. Ce rythme est inexistant en Europe occidentale et son utilisation par les Basques est considérée comme un isolat. 
La danse et le chant sont naturels aux Basques, "ce petit peuple qui chante et qui danse au pied des Pyrénées" comme l'écrivait Voltaire. Les jeux et les danses sont innombrables et s'adressent à toutes les parties du corps, à tous les personnages de la société et à tous les corps de métiers.
Les jeux combinent l'adresse et la force : tireurs de corde, jet de la boule, lever de pois, de la charrette, sciage de tronc, perçage d'une pierre… Faut-il rechercher leur origine dans les mœurs des montagnards, des Astures aux Vascons, qui pratiquent des luttes gymniques, hippiques, et s'exercent au pugilat, à la course et aux batailles rangées ? On songe aussi aux quilles de neuf – géantes – ainsi qu'aux traditionnelles courses landaises dans toute l'ancienne Aquitaine, où des individus désarmés esquivent avec gymnastique les vaches, voltigeant avec elles sans dommage, sauf éventuellement pour eux en cas de raté, véritable épreuve de concentration, de puissance et de style.
Tous les faits ici rassemblés montrent que, dans le domaine des coutumes, du folklore et de la musique, l'Aquitaine et surtout le Pays basque font preuve d'une originalité certaine par rapport aux régions de l'est et du nord de la Garonne. Le fait que ces différences se soient peu à peu resserrées sur la chaine pyrénéenne ne modifie en rien l'intérêt de cette constatation. L'Aquitaine formait en Gaule une province distincte, par l'aspect physique de ses habitants, leur langage, et les coutumes qui réglaient leur vie sociale.